# Криштановец
Криштановец је насељено место у саставу града Чаковца у Међимурској жупанији, Хрватска. До територијалне реорганизације у Хрватској налазио се у саставу старе општине Чаковец.

## Становништво
На попису становништва 2011. године, Криштановец је имао 626 становника.

## Попис1991.
На попису становништва 1991. године, насељено место Криштановец је имало 668 становника, следећег националног састава:
| Попис 1991.‍  | Попис 1991.‍  | Попис 1991.‍ | Попис 1991.‍ | Попис 1991.‍ |
| ------------ | ------------ | ----------- | ----------- | ----------- |
|              |              |             |             |             |
| Хрвати       | Хрвати       |             | 655         | 98,05%      |
| Срби         | Срби         |             | 2           | 0,29%       |
| Немци        | Немци        |             | 1           | 0,14%       |
| Словенци     | Словенци     |             | 1           | 0,14%       |
| неопредељени | неопредељени |             | 9           | 1,34%       |
| укупно: 668  |              |             |             |             |